# دائرة الدار البيضاء
دائرة الدار البيضاء إحدى دوائر الجزائر التابعة لولاية الجزائر. عاصمتها هي الدار البيضاء و تضم بلديات الدار البيضاء و باب الزوار و عين طاية و المرسى و برج البحري و برج الكيفان و المحمدية.

## مواضيع ذات صلة
- تاريخ ولاية الجزائر
- دوائر ولاية الجزائر
- بلديات ولاية الجزائر